# Georges Yvetot
Pour les articles homonymes, voir Yvetot (homonymie).
Georges Yvetot, né à Paris 3e, le 20 juillet 1868, et mort à Paris, le 11 mai 1942 , est un typographe, antimilitariste et syndicaliste, anarchiste et homme politique français. Il fut secrétaire de la Fédération des Bourses du travail puis secrétaire adjoint de la Confédération générale du travail.

## Biographie
Anarchiste et grande figure historique du syndicalisme révolutionnaire, Georges Yvetot est secrétaire de la Fédération des Bourses du travail de 1901 à 1918 à la suite de son maître et ami Fernand Pelloutier. Yvetot est donc durant cette période le numéro deux de facto du syndicalisme français. Il sera notamment, en décembre 1902, cofondateur de la Ligue antimilitariste, puis élu secrétaire de l'Association internationale antimilitariste (AIA).
En 1908, il est arrêté avec 30 autres cadres cégétistes, dont Victor Griffuelhes et Émile Pouget, à la suite des grèves de Draveil-Villeneuve-Saint-Georges, et ne peut donc participer au Congrès de Marseille en octobre 1908, au cours duquel la confédération entérine une motion antimilitariste.
Pendant la Seconde Guerre mondiale, il est le premier président du Comité ouvrier de secours immédiat (Cosi) pendant quelques semaines en 1942, juste avant sa mort, au mois de mai.

### «Appel aux conscrits»
En octobre 1905, une affiche de l’Association internationale antimilitariste (AIA) intitulée « Appel aux conscrits » est placardée sur les murs de Paris. Le texte, violemment antimilitariste et antipatriote, appelle les conscrits à tourner leurs fusils vers les « soudards galonnés » plutôt que vers les grévistes, et appelle à la « grève immédiate » et à l’« insurrection » au jour d’une éventuelle déclaration de guerre.
L’affiche est signée de 31 noms dont Miguel Almereyda, Victor Camus, Amilcare Cipriani, Émile Coulais, Charles Desplanques, Auguste Garnery, Louis Grandidier, Jules Le Guéry, Eugène Merle, Félicie Numietska, Émile Pataud, Louis Perceau, Lazare Rogeon, Han Ryner, Roger Sadrin, Laurent Tailhade et Georges Yvetot.
Vingt-huit des signataires (Han Ryner, Lefèvre et Laurent Tailhade ne sont pas poursuivis) sont inculpés.
À l'issue du procès qui se déroule du 26 au 30 décembre 1905, deux prévenus sont acquittés et les 26 autres condamnés chacun à 100 francs d’amende et à des peines de prison allant de 6 mois à 4 ans de prison. Georges Yvetot est condamné à 3 ans.
Il meurt à Paris le 11 mai 1942 et ses cendres sont déposées au columbarium du cimetière du Père-Lachaise (case 2266).

## Publications
- Il contribue à l'Encyclopédie anarchiste, initiée par Sébastien Faure, publiée en quatre volumes, entre 1925 et 1934[3]